# Astragalus caroli-henrici
Astragalus caroli-henrici är en ärtväxtart som beskrevs av I.Deml. Astragalus caroli-henrici ingår i släktet vedlar, och familjen ärtväxter. Inga underarter finns listade i Catalogue of Life.